# Área de Conservação da Paisagem de Uljaste
A Área de Conservação da Paisagem de Uljaste é um parque natural localizado no condado de Lääne-Viru, na Estónia.
A área do parque natural é de 638 hectares.
A área protegida foi fundada em 1959 para proteger o Lago Uljaste e o esker de Uljaste. Em 2017, a área protegida foi designada para área de conservação paisagística.